# Eat to the Beat
Albums de Blondie
Parallel Lines
(1978) Autoamerican
(1980)
Singles
1. Dreaming
Sortie : Septembre 1979
2. Union City Blue
Sortie : 
 • Novembre 1979
 (Royaume-Uni & Europe)
• 1995 (États-Unis)
3. The Hardest Part
Sortie : Janvier 1980
 (États-Unis & Canada)
4. Atomic
Sortie : Février 1980
 (Royaume-Uni)

Eat to the Beat est le quatrième album studio du groupe américain Blondie, sorti en octobre 1979.

## Histoire
Blondie a publié trois singles de cet album au Royaume-Uni (Dreaming, Union City Blue et Atomic). The Hardest Part est sorti en single aux États-Unis.
L'album comprend un large éventail de styles comme la pop, le punk, le reggae, le funk ainsi qu'une berceuse. Un album vidéo est sorti sur cassette vidéo en parallèle avec l'album, cette cassette est composée d'une vidéo promotionnelle pour chaque chanson de l'album.
Selon les notes de l'année 1994, dans la compilation The Platinum Collection, la chanson Slow Motion devait initialement être le quatrième extrait de l'album, et Mike Chapman a même fait un remix de la chanson, mais après le succès inattendu de Call Me, la chanson-thème du film American Gigolo, ces plans ont été mis à l'écart.
Eat to the Beat a été remastérisé et réédité par EMI en 1994, et EMI/Capitol en 2001, avec quatre titres bonus. Le remaster 2001 a été à nouveau réédité en 2007, sans les quatre titres bonus. Incluant à la place un DVD de l'album vidéo. C'était la première fois que l'album vidéo de Eat to the Beat disposait d'un format DVD.

## Réception
L'album s'est classé 17e au Billboard 200 et a été certifié disque de platine par la Recording Industry Association of America (RIAA) le 10 juillet 1980.

## Liste des titres
| 1. | Dreaming               | Deborah Harry, Chris Stein | 3:08 |
| 2. | The Hardest Part       | Harry, Stein               | 3:42 |
| 3. | Union City Blue        | Harry, Nigel Harrison      | 3:21 |
| 4. | Shayla                 | Chris Stein                | 3:57 |
| 5. | Eat to the Beat        | Harry, Harrison            | 2:40 |
| 6. | Accidents Never Happen | Jimmy Destri               | 4:15 |

| 1. | Die Young, Stay Pretty   | Harry, Stein         | 3:34 |
| 2. | Slow Motion              | Destri, Laura Davis  | 3:28 |
| 3. | Atomic                   | Harry, Destri        | 4:40 |
| 4. | Sound-A-Sleep            | Harry, Stein         | 4:18 |
| 5. | Victor                   | Harry, Frank Infante | 3:19 |
| 6. | Living in the Real World | Destri               | 2:53 |

| 13. | Die Young Stay Pretty (Live BBC 12/31/79) (Enregistré le Jour de l'an 1979 au théâtre Apollo de Glasgow, Écosse) | Harry, Stein                    | 3:27 |
| 14. | Seven Rooms of Gloom (Live BBC 12/31/79) (Enregistré le Jour de l'an 1979 au théâtre Apollo de Glasgow, Écosse)  | Holland–Dozier–Holland          | 2:48 |
| 15. | Heroes (Live) (Enregistré le 1er janvier 1980 au Hammersmith Odeon, Londres)                                     | David Bowie, Brian Eno          | 6:19 |
| 16. | Ring of Fire (Live) (Extrait de la bande originale du film Roadie)                                               | June Carter Cash, Merle Kilgore | 3:30 |

| 1.  | Eat to the Beat          |  |
| 2.  | The Hardest Part         |  |
| 3.  | Union City Blue          |  |
| 4.  | Slow Motion              |  |
| 5.  | Shayla                   |  |
| 6.  | Die Young, Stay Pretty   |  |
| 7.  | Accidents Never Happen   |  |
| 8.  | Atomic                   |  |
| 9.  | Living in the Real World |  |
| 10. | Sound-A-Sleep            |  |
| 11. | Victor                   |  |
| 12. | Dreaming                 |  |

## Musiciens
| - Deborah Harry : chants - Jimmy Destri : claviers, chœurs sur Die Young, Stay Pretty et Victor - Nigel Harrison : basse - Chris Stein : guitare - Clem Burke : batterie - Frank Infante : guitare, chœurs sur Die Young, Stay Pretty et Victor | - Mike Chapman : chœurs sur Die Young, Stay Pretty et Victor - Donna Destri : chœurs sur Living in the Real World - Ellie Greenwich : chœurs sur Dreaming" and "Atomic - Lorna Luft : chœurs sur Accidents Never Happen et Slow Motion - Randy Singer (Hennes) : harmonica sur Eat to the Beat |